# Pétrel antarctique
Thalassoica antarctica
Genre
Espèce
Statut de conservation UICN

 LC  : Préoccupation mineure
Le Pétrel antarctique (Thalassoica antarctica) est une espèce d'oiseaux de la famille des Procellariidae, la seule du genre Thalassoica.

## Répartition
Cet oiseau vit en Antarctique, notamment en mer de Ross et en mer de Weddell.

## Comportement
Ils se reproduisent en colonies denses, mais sont probablement contraints de se regrouper dans des sites relativement exempts de neige et de glace. En mer, ils sont généralement vus en groupes, avec jusqu'à 5000 oiseaux notés, se nourrissant autour des baleiniers. Habituellement silencieux en mer, mais dans leur colonie, ils ont une variété de cris, de gloussements et de caquetages

## Reproduction
Ils arrivent dans leurs colonies début Octobre. La pose est très synchrone, dans le dernier tiers de novembre et les premiers jours de décembre. Ils pondent un œuf blanc (70 x 49mm, 90g) dans une éraflure peu profonde, sur un rebord de falaise ou dans une crevasse. Les œufs éclosent à la mi-janvier après 48 jours. Les poussins sont gardés pour les premières semaines et s’envolent à la fin de février et au début de mars à l'âge de 48 jours

## Population
La population globale est estimée entre 10 millions et 20 millions d'oiseaux.